# Коровяков, Александр Петрович
Алекса́ндр Петро́вич Коровяко́в (16 ноября 1912, станица Бердская, Оренбургская губерния — 12 июня 1993, Санкт-Петербург) — советский художник, живописец, член Санкт-Петербургского Союза художников (до 1992 года — Ленинградской организации Союза художников РСФСР).

## Биография
Коровяков Александр Петрович родился 16 ноября 1912 года в казачьей станице Бердская Оренбургской губернии в семье железнодорожного рабочего. В 1928 окончил школу-семилетку, до 1932 года работал на паровозо-вагоноремонтном заводе в Оренбурге.
В сентябре 1932 года был направлен для учёбы в Пензенское художественное училище. По его окончании в сентябре 1936 уехал в Ленинград, где поступил в подготовительные классы при Всероссийской Академии Художеств. В 1937 был принят на живописный факультет Ленинградского института живописи, скульптуры и архитектуры. Занимался у Бориса Фогеля, Генриха Павловского, Семёна Абугова.
В июле 1941 с последнего курса института добровольцем ушёл в Красную Армию. Воевал на Волховском фронте. Участвовал в боях за Ленинград, в освобождении Прибалтики. Был ранен, награждён орденом Отечественной войны II  степени, орденом «Красная Звезда», медалями «За оборону Ленинграда», «За Победу над Германией». Демобилизовался в 1945 году в звании старшего сержанта.
В сентябре 1945 года Коровяков возобновил занятия в ЛИЖСА имени И. Е. Репина и в 1947 окончил его по мастерской профессора Рудольфа Френца с присвоением звания художника живописи. Дипломная работа — картина «Раненый командир». Вместе с Коровяковым институт окончили Игорь Весёлкин, Георгий Калинкин, Вера Кашутова, Вера Любимова, Евсей Моисеенко, Пен Варлен, Степан Приведенцев, Елена Табакова, Галина Яхонтова и другие известные в будущем художники. Тесное творческое общение и дружба со многими из них сохранится у Коровякова на многие годы.
После окончания учёбы в августе 1947 года Коровякова направляют на работу в Пензенское художественное училище преподавателем живописи и рисунка. В конце того же года его принимают в члены Союза художников Пензенской области. С 1949 года Коровяков участвовал в выставках, экспонируя свои работы сначала в Пензе, а после возвращения — вместе с произведениями ведущих мастеров изобразительного искусства Ленинграда. Писал портреты, городские и ландшафтные пейзажи, жанровые композиции, натюрморты, этюды с натуры.
Осенью 1954 года Коровяков вернулся в Ленинград и поступил преподавателем живописи и рисунка в Среднюю художественную школу при Академии художеств СССР (ныне Художественный Лицей имени Б. В. Иогансона), где проработал до 1983 года, воспитав несколько поколений художников. Одновременно активно включился в творческую жизнь Ленинградского Союза художников, членом которого стал в августе 1955 года.
В конце 1956 года Коровяков принял участие в «Осенней выставке произведений ленинградских художников 1956 года», на которой показал работы «Первый снег» и «Дворцовая площадь. Пейзаж» (обе 1956). Этими произведениями художник весьма точно обозначил свои творческие пристрастия на многие годы: письмо с натуры как основной художественный приём и ленинградский пейзаж как ведущий жанр.
Среди многочисленных ленинградских пейзажей-картин и этюдов, написанных художником в 1950—1960-е годы, работы «Весна в Ленинграде», «Исаакиевская площадь», «У пристани» (все 1957), «Кронверкский пролив» (1960), «Стадион имени Ленина», «Улица Ленина», «Заводской район» (все 1960), «На островах», «После снегопада» и «Ленинград» (все 1962), «Мокрый асфальт» (1963), «Зимний дворец», «У стен Петропавловской крепости» (обе 1965), «На Невке» (1964) и другие.
Помимо ленинградских мотивов, Коровяков обращался и к традиционным для пейзажной живописи темам, используя для этого каждую возможность, предоставляемую напряжённым графиком педагогической работы. Панорамным видам с множеством ясно читаемых планов, с широким охватом пространства он предпочитал камерные сюжеты: уголок осеннего сада, заснеженный дворик, игру световых пятен на водной глади. Тонко чувствуя изменчивую красоту в природе, художник умел передать разнообразные оттенки в её настроении. Как, например, в работах «Осенний сад» (1965) и «На озере Селигер» (1965).
В 1960—1980-е годы Коровяков часто обращается к жанру натюрморта. Здесь, как и в пейзаже, для него недостаточно любования формой и цветом. Его композиции оригинальны по замыслу, сложны по фактуре и технике письма, исполнены ассоциативного подтекста, как, например, «Осенний натюрморт» (1972), «Шиповник» (1969), «Натюрморт с капустой» (1972), «Букет» (1979).
Коровяков много экспериментировал с техникой живописи, добиваясь эффекта объёмности, полупрозрачности и многослойности изображения. В своих работах художник сочетал гладкое письмо с энергичным мазком и корпусной кладкой краски на светлых местах, добиваясь объёмности и глубины изображения. В 1989—1992 годах работы Коровякова с успехом были представлены на выставках и аукционах русской живописи во Франции.
Скончался 12 июня 1993 года в Санкт-Петербурге на 81-м году жизни.
Произведения А. П. Коровякова находятся в музеях и частных собраниях в России, Англии, Бельгии, США, Франции и других странах.

## Выставки
- 1956 год (Ленинград): Осенняя выставка произведений ленинградских художников 1956 года.
- 1957 год (Ленинград): 1917—1957. Юбилейная выставка произведений ленинградских художников, посвящённая 40-летию Великой Октябрьской социалистической революции.
- 1958 год (Ленинград): Осенняя выставка произведений ленинградских художников 1958 года.
- 1960 год (Ленинград): Выставка произведений ленинградских художников 1960 года в залах ЛОСХ.
- 1960 год (Ленинград): Выставка произведений ленинградских художников в Государственном Русском музее.
- 1961 год (Ленинград): Выставка произведений ленинградских художников 1961 года.
- 1962 год (Ленинград): Осенняя выставка произведений ленинградских художников 1962 года.
- 1964 год (Ленинград): Ленинград. Зональная выставка произведений ленинградских художников 1964 года.
- 1965 год (Ленинград): Весенняя выставка произведений ленинградских художников 1965 года.
- 1981 год (Ленинград): Выставка произведений художников — ветеранов Великой Отечественной войны.
- Февраль 1991 года (Париж): Выставка «Русские художники».
- 1993 год (Санкт-Петербург): Выставка произведений художников — участников Великой Отечественной войны Санкт-Петербургского Союза художников России.
- 1994 год (Санкт-Петербург): Выставка «Ленинградские художники. Живопись 1950—1980-х годов» в залах Санкт-Петербургского Союза художников.
- 1994 год (Санкт-Петербург): Выставка «Этюд в творчестве ленинградских художников 1940—1980-х годов» в Мемориальном музее Н. А. Некрасова.
- 1995 год (Санкт-Петербург): Выставка «Лирика в произведениях художников военного поколения. Живопись. Графика» в Мемориальном музее Н. А. Некрасова.
- 1996 год (Санкт-Петербург): Выставка «Живопись 1940—1990-х годов. Ленинградская школа» в Мемориальном музее Н. А. Некрасова.
- 1997 год (Санкт-Петербург): Выставка «Натюрморт в живописи 1950—1990-х годов. Ленинградская школа» в Мемориальном музее Н. А. Некрасова.